# Masse manquante
Cet article court présente un sujet plus développé dans : Problème des baryons manquants et Matière noire.
En astrophysique, la masse manquante fait référence à de la matière dont on soupçonne l'existence du fait de son influence gravitationnelle mais que l’on n’est pas capable de détecter. Elle se divise en deux parties distinctes :
- de la matière baryonique manquante qui représente toute la matière ordinaire (composée de protons, de neutrons et d’électrons) qui n’est pas visible car n’émettant pas ou peu de lumière (nuages de gaz, naines brunes et blanches, etc.) ;
- de la matière noire, non baryonique, dont la nature n’est pas connue. Cette dernière est activement recherchée par les physiciens.

## Contexte
L'observation détaillée du fond diffus cosmologique permet d'estimer la densité d'énergie de l'Univers : on la trouve égale, avec une très bonne précision (de l'ordre de 3 ‰), à la densité critique conduisant à un univers « plat ». La densité de masse (donc de matière) est par ailleurs déduite des mouvements des galaxies et des étoiles au sein des galaxies : exprimée dans les mêmes unités, on la trouve égale à environ 29 % de la densité critique. Les 71 % manquants (précisément 71,35 ± 0,96 %) sont qualifiés d'énergie noire.
La densité de matière ordinaire, dite baryonique, est déduite à la fois de l'abondance des éléments produits par la nucléosynthèse primordiale et de la structure du fond diffus cosmologique. On la trouve égale à environ 5 % de la densité critique (précisément 4,628 ± 0,093 %) : les 24 % manquants (précisément 24,02 ± 0,88 %), soit 84 % de toute la matière, sont ce qu'on appelle la matière noire (ou matière non baryonique).
L'ensemble des objets de toute sorte observés dans le ciel à diverses longueurs d'onde et diverses distances permet d'estimer, en extrapolant les observations manquantes, la densité d'énergie correspondant à ces objets. On la trouve égale à 3,4 % de la densité critique, soit 74 % de la matière ordinaire. Les 26 % manquants (1,2 % de la densité critique) sont les « baryons manquants ».
La masse manquante, qui représente 28,6 − 3,4 = 25,2 % de la densité critique, est donc constituée des 24,0 % de matière noire et du 1,2 % de baryons manquants (respectivement 95,2 et 4,8 % de la masse manquante). En raison de cette disproportion, la matière noire est souvent assimilée à la masse manquante.